# 1996 Beside 2002
1996 Beside 2002 è il terzo album in studio dei Soerba, edito nel 2002 dall'etichetta Mescal/Sony.

## Tracce
1. Oggi non ho fatto niente – 5:12
2. Un po' d'aria – 4:00
3. Mi avveleno la testa – 5:37
4. Altrove – 5:48
5. Perenni – 3:56
6. Disco rigido – 5:22
7. Desideri – 3:50
8. Stelle – 3:14
9. I am happy (beach version) – 3:50
10. Realmente felice – 4:37
11. L'ultima cena – 4:07
12. 50 AB 001 – 4:39
13. 50 AB 004 – 4:24
14. 50 AB 009 – 2:17
15. 50 AB 010 – 4:44